# The Producers (musical)
The Producers is een musical van Mel Brooks en Thomas Meehan, gebaseerd op Brooks' gelijknamige komische film uit 1968. 

## Geschiedenis
De productie ging in première op Broadway op 19 april 2001 en liep er tot 2007. De musical won twaalf Tony Awards. Tussen 2004 en 2007 liep de musical ook in Londen. In 2005 werd de musical verfilmd. Sindsdien wordt de musical wereldwijd in lokale versies geproduceerd.

## Verhaal
Producer Max Bialystock meent dat hij meer geld kan slaan uit een musicalflop dan uit een hit. Daarom gaat hij samen met zijn hulpje Leo Bloom op zoek naar het slechtst mogelijke verhaal, de slechtst mogelijke regisseur en de slechtst mogelijke acteurs.

## Verschil met de film
Een belangrijk verschil met de oorspronkelijke film is dat het personage Lorenzo St. Dubois (LSD) niet voorkomt. De regisseur van Springtime for Hitler, Roger De Bris, neemt er ook de hoofdrol voor zijn rekening.

## Originele productie
- Nathan Lane: Max Bialystock
- Matthew Broderick: Leo Bloom
- Gary Beach: Roger De Bris
- Roger Bart: Carmen Ghia
- Cady Huffman: Ulla
- Brad Oscar: Franz Liebkind

## Nederlandse productie
De musical werd naar het Nederlands vertaald door Frans van Deursen en geregisseerd door Martin Michel. Zij ging in oktober 2011 in première.
Rolverdeling:
- Johnny Kraaijkamp jr.: Max Bialystock
- Joey Schalker: Leo Bloom
- Dick van den Toorn: Roger De Bris
- Jeremy Baker: Carmen Ghia
- Noortje Herlaar: Ulla
- Marcel Jonker: Franz Liebkind

Wegens financiële problemen van het productiebedrijf, werd deze musical na enkel een paar voorstellingen afgelast. Het productiehuis is failliet verklaard.

## Vlaamse productie
De musical werd bewerkt en geregisseerd door Stany Crets en Martin Michel. Ze ging in februari 2012 in première in de Capitole (Gent).
Rolverdeling:
- Koen Van Impe: Max Bialystock
- Jonas Van Geel: Leo Bloom
- Gene Bervoets: Roger De Bris
- Jeremy Baker: Carmen Ghia
- Ann Van den Broeck: Ulla
- Jan Van Looveren: Franz Liebkind